# Kevin Hagen
Kevin Hagen, född 3 april 1928 i Chicago, Illinois, död 9 juli 2005 i Grants Pass, Oregon, var en amerikansk skådespelare. Hagen var främst känd för rollen som Doc Hiram Baker i Lilla huset på prärien.
Hans första roll var i TV-serien Dragnet och han gjorde senare gästframträdanden i bland annat Mission: Impossible, Rawhide, Bröderna Cartwright och Lost in Space.

## Filmografi i urval
- 1958-1965 - Perry Mason (TV-serie)
- 1958-1968 - Krutrök (TV-serie)
- 1961-1967 - Bröderna Cartwright (TV-serie)
- 1965-1967 - Mannen från U.N.C.L.E. (TV-serie)
- 1965-1969 - Daniel Boone (TV-serie)
- 1967 - High Chaparral (TV-serie)
- 1968-1971 - Mission: Impossible (TV-serie)
- 1974-1983 - Lilla huset på prärien (TV-serie)
- 1976-1978 - M*A*S*H (TV-serie)
- 1981 - The Dukes of Hazzard (TV-serie)
- 1981 - Fantasy Island (TV-serie)
- 1983 - Little House: Look Back to Yesterday (TV-film)
- 1984 - Little House: Bless All the Dear Children (TV-film)
- 1984 - Little House: The Last Farewell (TV-film)
- 1987 - Matlock (TV-serie)